# Andreas Bauriedl
Andreas Bauriedl (* 4. Mai 1879 in Aschaffenburg; † 9. November 1923 in München) war ein deutscher Kaufmann und Teilnehmer am Hitlerputsch.

## Leben und Nachwirkung
Bauriedl arbeitete als Hutmacher und war frühes Mitglied der NSDAP. Als Teilnehmer an Hitlers Putschversuch wurde er am 9. November 1923 von der verteidigenden Landespolizei erschossen. Bauriedl wurde tödlich in den Bauch getroffen und fiel auf eine Hakenkreuzfahne, die ihr Träger, Heinrich Trambauer, verwundet hatte fallen lassen. Die noch heute teilweise verbreitete Aussage, Bauriedl sei der Fahnenträger gewesen, wurde bereits frühzeitig widerlegt. Die von Bauriedls Blut getränkte Flagge wurde später als „Blutfahne“ eine Reliquie der Nationalsozialisten, Bauriedls Name, so wie der zweier weiterer Toter (Anton Hechenberger und Lorenz Ritter von Stransky-Griffenfeld) wurden in Silberfäden in die Fahne eingestickt.
Im Zuge der nach der Machtübernahme der Nationalsozialisten vorangetriebenen Umdeutung der Ereignisse vom November 1923 wurde Bauriedl zusammen mit den anderen Erschossenen zum „Blutzeugen der Bewegung“ stilisiert. Sein Leichnam wurde im November 1935 vom Münchener Nordfriedhof in einen Ehrentempel am Königlichen Platz in München umgebettet und jährlich fanden aufwändig inszenierte Totenfeiern statt (Näheres hier). Nach Ende des Zweiten Weltkrieges wurde die Krypta von den alliierten Besatzungstruppen im Juli 1945 zerstört und Bauriedl fand wieder auf dem Münchner Nordfriedhof seine letzte Ruhestätte (Grab 121-2-26).
Nach Bauriedl waren in mehreren Städten des Deutschen Reichs Straßen benannt, so in Gelsenkirchen, Recklinghausen, München, Düsseldorf, Wuppertal, Breslau, Danzig, Würzburg, Jena, Leslau (im Wartheland), Kassel, Leverkusen, Weiden i.d.OPf. und Völklingen. Sie wurden nach dem Zusammenbruch des Dritten Reichs wieder umbenannt. In Aschaffenburg war der Sitz der NSDAP-Kreisleitung nach Bauriedl benannt: das ehemalige Andreas-Bauriedl-Haus in der Lamprechtstraße 21 (heute Lamprechtstraße 37).